# Booré Etienkro
Booré Etienkro est une localité de la région du N'zi au sud de Yamoussoukro, la capitale politique de la Côte d'Ivoire. Booré Etienkro est une localité du peuple Baoulé qui rattachée au département de Dimbokro,.